# Der Junge mit den grünen Haaren
Der Junge mit den grünen Haaren ist ein US-amerikanisches Filmdrama aus dem Jahr 1948. In dem Spielfilmdebüt des Regisseurs Joseph Losey spielten Pat O’Brien, Robert Ryan und Barbara Hale die Hauptrollen, die Titelrolle spielte Dean Stockwell. Der Film wurde von RKO Radio Pictures produziert und basiert auf der Kurzgeschichte The Boy with Green Hair von Betsy Beaton, die am 29. Dezember 1946 im Magazin This Week erschien.

## Handlung
Ein trauriger glatzköpfiger Junge sitzt in einem Polizeirevier und wird von dem Psychologen Dr. Evans befragt. Der Junge, Peter Frye, beginnt zu erzählen.
Peters Eltern arbeiten während des Zweiten Weltkrieges für eine Hilfsorganisation in Europa. Peter wird bei seinen Verwandten herumgereicht, erst bei dem alten Gramp, einem Freund der Familie, findet er ein zu Hause. Nach einer Weile beginnt Peter dem verständnisvollen Gramp, einem früheren Theaterschauspieler und Zauberer, zu vertrauen. Peter weiß nicht, dass seine Eltern in Europa ums Leben gekommen sind. Gramp lässt ihn in dem Glauben, dass sie bald zurückkehren werden.
Peter findet schnell neue Freunde und arbeitet als Lieferjunge. Sein neues Glück löst sich auf, als ein Klassenkamerad ihm unabsichtlich erzählt, dass er Waise sei. Er vergleicht Peter mit einem Waisenjungen auf einem Plakat, das in der Schule aushängt. Peter versucht anfangs die Neuigkeit zu ignorieren. Abends unterhält er sich mit Gramp über den Krieg und über Waisenkinder. In dem Gespräch erzählt Gramp, dass seine Frau gerne Grünpflanzen um sich hatte, denn die Farbe Grün symbolisiere die Hoffnung. Er sagt Peter, dass auf ihn eine Überraschung am nächsten Morgen warten werde.
Am nächsten Morgen erwacht Peter mit grünem Haar. Er hält das für einen Streich, den ihm Gramp gespielt hat, doch der nimmt ihn mit zu Dr. Knudson. Der verblüffte Arzt rät Peter, sein Haar zu färben oder es abzuschneiden. Peter will das nicht und fragt Gramp, ob er zu Hause bleiben könne, bis sein Haar wieder die normale Farbe angenommen habe. Auf dem Heimweg erregt Peters Haarfarbe die Aufmerksamkeit der Leute.
Mit der Zeit leidet Peter unter dem Spott und der Verachtung seiner Mitschüler. Seine warmherzige Lehrerin Miss Brand versucht die Ängste der Mitschüler zu zerstreuen und verweist auf einen anderen Schüler mit einer markanten Haarfarbe, einen rothaarigen Jungen. Nun fühlt sich Peter erst recht als Außenseiter. Abends zerreißt Peter einen Brief, den ihm sein Vater geschickt hat und den er an seinem 16. Geburtstag lesen sollte. Dann läuft er weinend in den nahegelegenen Wald.
Als Peter sich beruhigt hat, hört er eine Stimme seinen Namen rufen. Zu seiner Überraschung sieht er die Kinder von den Plakaten auf sich zukommen. Michael, der Junge, mit dem Peter verglichen wurde, erzählt ihm, dass sein Haar das Zeichen für etwas Gutes sei. Er kann Peter davon überzeugen, seine Haarfarbe dazu zu nutzen, um auf die Schrecken des Krieges aufmerksam zu machen. Peter sucht nun, wie von Michael gefordert, Erwachsene auf und erzählt ihnen, dass sein Haar grün geworden sei, weil er eine Kriegswaise sei. Doch die Bewohner des Städtchens glauben ihm nicht. Sie sind vielmehr davon überzeugt, dass die Farbe von kontaminierter Milch herrühre.
Peter kehrt in den Wald zurück, um die Waisenkinder zu treffen. Doch er wird von Mitschülern verfolgt, die ihm die Haare abschneiden wollen. Peter kann seinen Verfolgern entkommen und nach Hause zurückkehren. Gramp überzeugt ihn, als Lösung seiner Probleme sein Haar abschneiden zu lassen. Der örtliche Barbier schert Peters Kopf, der dabei leise Tränen vergießt. Peters Tränen beschämen Gramp und die Bewohner, die sich das Schauspiel nicht entgehen lassen wollten. Gramp will sich bei Peter wegen der fehlenden Unterstützung seinerseits entschuldigen, doch der Junge reißt aus.
Im Polizeirevier erhält Peter von Dr. Evans einen milden Tadel dafür, dass er nicht genug an sich selbst glaube. Dann übergibt der Psychologe den Jungen an Gramp, der draußen mit Miss Brand und Dr. Knudson gewartet hat. Gramp hat den zerrissenen Brief gefunden und zusammengelegt. Nun liest er Peter den Brief vor. Sein Vater versichert ihm darin seine Liebe zu ihm und erinnert ihn daran, seine Mitmenschen über den Preis des Krieges aufzuklären. Tief berührt erklärt Peter, dass er hoffe, dass sein nachwachsendes Haar grün bleibe und kehrt mit Gramp nach Hause zurück.

## Produktion
Gedreht wurde der Film vom 9. Februar bis Mitte März 1948 in Los Angeles.
Im Frühling 1948 wurde RKO von dem Unternehmer Howard Hughes gekauft. Er forderte eine neue Schnittfassung des Films, da seiner Meinung nach das Thema Toleranz den Unterhaltungswert für das Publikum senken würde. Der RKO-Vorsitzende Floyd Odlum ordnete den Neuschnitt an mit der Maßgabe, als einzig akzeptable Aussage Bereitschaft zuzulassen. Anfang August begann der Neuschnitt begleitet von Nachdrehs. Als Ende August der Vizepräsident Ned Depinet mit zwei Kollegen das Material sichtete, ließ er die Originalfassung wiederherstellen.

## Stab und Besetzung
Albert S. D’Agostino und Ralph Berger waren die Art Directors, Darrell Silvera und William Stevens die Szenenbildner. Clem Portman und Earl Wolcott waren für den Ton verantwortlich. Constantin Bakaleinikoff war der musikalische Direktor. Eden Ahbez war der Komponist des im Film gespielten Songs Nature Boy.
In kleinen nicht im Abspann erwähnten Nebenrollen traten Peter Brocco, Ann Carter, Charles Lane, Anna Q. Nilsson und William Smith auf. Die ebenfalls unerwähnten Dale Robertson und Russ Tamblyn gaben ihr Filmdebüt.

## Synchronisation
| Rolle     | Schauspieler      | Deutscher Synchronsprecher |
| --------- | ----------------- | -------------------------- |
| Gramp     | Pat O’Brien       | Alf Marholm                |
| Dr. Evans | Robert Ryan       | Rolf Schult                |
| Peter     | Dean Stockwell    | Oliver Rohrbeck            |
| König     | Walter Catlett    | Franz-Otto Krüger          |
| Mr. Davis | Regis Toomey      | Claus Jurichs              |
| Mr. Piper | Charles Meredith  | Heinz Giese                |
| Kundin    | Anna Q. Nilsson   | Christel Merian            |
| Polizist  | Kenneth Patterson | Jochen Schröder            |
| Polizist  | Dale Robertson    | Ulrich Gressieker          |

Anmerkung: Die kursiv geschriebenen Namen sind Rollen und Darsteller, die nicht im Abspann erwähnt wurden.

## Veröffentlichung
Die Premiere des Films fand am 25. November 1948  in Boston statt. In der Bundesrepublik Deutschland wurde er am 29. März 1981 im deutschen Fernsehen ausgestrahlt.

## Kritiken
Das Lexikon des internationalen Films schrieb: „Eine mit Einfühlungsvermögen gestaltete symbolische Fabel, reich an Sinnbildern und humanem Gehalt.“
Bosley Crowther von der The New York Times sah in dem Film eine neuartige und noble Anstrengung, etwas Vernichtendes gegen den Krieg zu sagen, bei dem zahllose Kinder in aller Welt die beklagenswertesten Opfer seien. Das aufrichtige Bemühen sei jedoch keine Garantie für den Erfolg, und hier erreiche die Geste ihre Zielsetzung nicht. Als rein sentimentale Unterhaltung sei der Film zu ungleichmäßig ansprechend.
Die Variety hingegen beschrieb das Werk als fesselnd und feinfühlig. Intelligenz, Kunstfertigkeit und Geschmack wiegen den Mangel an Anziehungskraft und Gewicht des Themas auf.
Richard Brody schrieb im Magazin  The New Yorker, der Film sei sowohl eine starke liberale Allegorie als auch eine aufmerksamkeitserregende Extravaganz in Technicolor.